# Cap Lopez

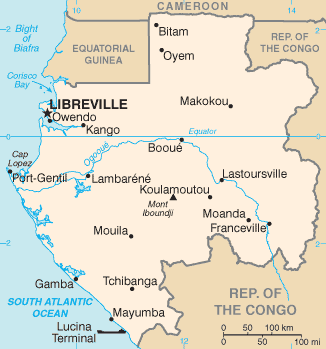

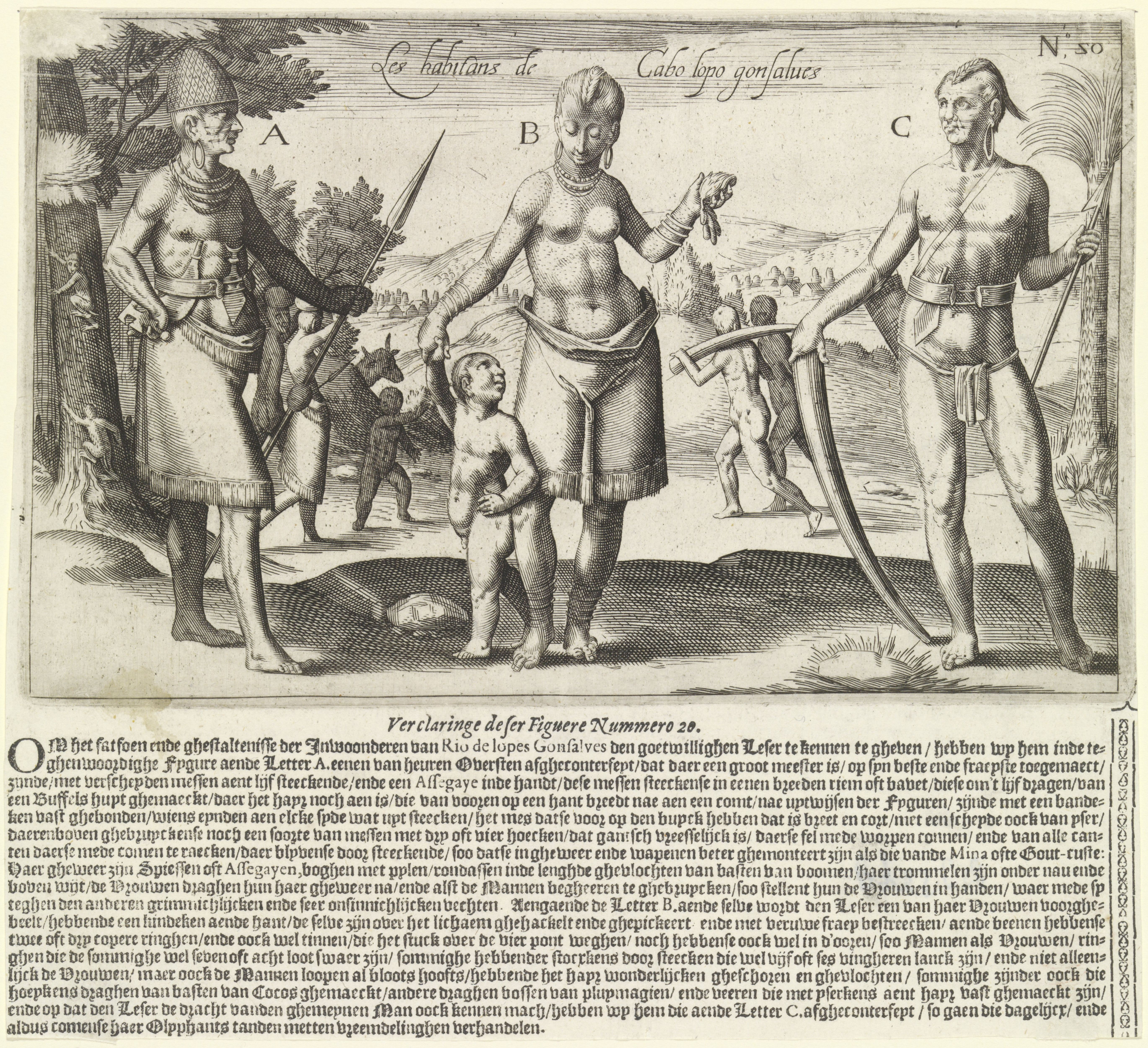
Tubylcy z Cap Lopez, 1602

Cap Lopez – przylądek w Gabonie, w delcie rzeki Ogowe; oddziela wody zatoki Baie du Cap Lopez od Zatoki Gwinejskiej. Na przylądku położone jest miasto Port-Gentil.
Nazwa pochodzi od portugalskiego podróżnika Lopesa Gonçalvesa, który dotarł do wybrzeża obecnego Gabonu w roku 1474 lub 1475. Mieszkańcy przylądka zostali uwiecznieni na ilustracji flamandzkiego rytownika Johanna Theodora de Bry z 1602 roku. Cap Lopez był miejscem, gdzie 9 lutego 1722 roku piraci pod wodzą Bartholomew Robertsa po łupieżczych rejsach u wybrzeży Afryki, zakotwiczyli w zatoce u przylądka i podzielili łupy.
Nazwę przylądka nosił statek SS Cap Lopez. 